# Campionati finlandesi di ciclismo su strada
I Campionati finlandesi di ciclismo su strada sono la manifestazione ciclistica annuale che assegna il titolo di Campione di Finlandia. I vincitori hanno il diritto di indossare per un anno la maglia di campione finlandese, come accade per il campione mondiale.

## Campioni in carica
| Uomini Elite | Uomini Elite     | Uomini Elite |
| ------------ | ---------------- | ------------ |
| In linea     | Jaakko Hänninen  |              |
| Cronometro   | Trond Larsen     |              |
| Donne Elite  |                  |              |
| In linea     | Anniina Ahtosalo |              |
| Cronometro   | Anniina Ahtosalo |              |

## Albo d'oro

### Titoli maschili
| Anno      | Vincitore              | Secondo               | Terzo                 |
| --------- | ---------------------- | --------------------- | --------------------- |
| 1899      | P. Rahikainen          | -                     | -                     |
| 1900      | P. Rahikainen          | -                     | -                     |
| 1901–1910 | Non organizzata        | Non organizzata       | Non organizzata       |
| 1911      | Juho Jaakonaho         | Antti Raita           | -                     |
| 1912      | Antti Raita            | -                     | -                     |
| 1913      | Antti Raita            | -                     | -                     |
| 1914      | Juho Jaakonaho         | Antti Raita           | -                     |
| 1915      | Juho Jaakonaho         | -                     | -                     |
| 1916      | Hjalmar Tuomi          | -                     | -                     |
| 1917      | Hjalmar Tuomi          | -                     | -                     |
| 1918      | Non organizzata        | Non organizzata       | Non organizzata       |
| 1919      | Armas Karjasalo        | -                     | -                     |
| 1920      | Johannes Aho           | -                     | -                     |
| 1921      | Juho Jaakonaho         | -                     | -                     |
| 1922      | Heiki Mäkkinen         | -                     | -                     |
| 1923      | Raul Hellberg          | -                     | -                     |
| 1924      | Raul Hellberg          | -                     | -                     |
| 1925      | Raul Hellberg          | -                     | -                     |
| 1926      | Raul Hellberg          | -                     | -                     |
| 1927      | Raul Hellberg          | -                     | -                     |
| 1928      | Raul Hellberg          | -                     | -                     |
| 1929      | Raul Hellberg          | -                     | -                     |
| 1930      | Thor Porko             | -                     | -                     |
| 1931      | Raul Hellberg          | -                     | -                     |
| 1932      | Martti Torppa          | -                     | -                     |
| 1933      | Helmer Munther         | -                     | -                     |
| 1934      | Helmer Munther         | -                     | -                     |
| 1935      | Toivi Kokkola          | -                     | -                     |
| 1936      | Thor Porko             | -                     | -                     |
| 1937      | Leo Roine              | -                     | -                     |
| 1938      | Tauno Luostarinen      | -                     | -                     |
| 1939      | Aimo Pajula            | -                     | -                     |
| 1940      | Tauno Luostarinen      | Nils Riuttanen        | Einari Luostarinen    |
| 1941–1942 | Non organizzata        | Non organizzata       | Non organizzata       |
| 1943      | Sven Hilden            | -                     | -                     |
| 1944      | Albin Andersson        | -                     | -                     |
| 1945      | Aimo Pajula            | -                     | -                     |
| 1946      | Paul Backman           | -                     | -                     |
| 1947      | Karl Erik Blomfeldt    | -                     | -                     |
| 1948      | Veikko Kasslin         | -                     | -                     |
| 1949      | Olli Juvonen           | -                     | -                     |
| 1950      | Olli Juvonen           | -                     | -                     |
| 1951      | Thorvald Högström      | Paul Backman          | Aatos Sivén           |
| 1952      | Nils Olof Henriksson   | Paul Nyman            | Aulis Sivén           |
| 1953      | Anders Ruben Forsblom  | Nils Olof Henriksson  | Ossi Manninen         |
| 1954      | Anders Ruben Forsblom  | Paul Nyman            | Nils Olof Henriksson  |
| 1955      | Paul Nyman             | Anders Ruben Forsblom | Armas Niitynen        |
| 1956      | Paul Nyman             | Juhani Marttinen      | Armas Niitynen        |
| 1957      | Ole Wackström          | Aimo Valjakka         | Paul Nyman            |
| 1958      | Paul Nyman             | Matti Herronen        | Antero Lumme          |
| 1959      | Kaj Uno Johansson      | -                     | -                     |
| 1960      | Unto Hautalahti        | Raimo Honkanen        | Paul Nyman            |
| 1961      | Unto Hautalahti        | Eero Karhu            | Kaj Uno Johansson     |
| 1962      | Antero Lumme           | -                     | -                     |
| 1963      | Antero Lumme           | -                     | -                     |
| 1964      | Antero Lumme           | -                     | -                     |
| 1965      | Antero Lumme           | -                     | -                     |
| 1966      | Unto Hautalahti        | -                     | -                     |
| 1967–1968 | Non organizzata        | Non organizzata       | Non organizzata       |
| 1969      | Kalevi Eskelinen       | -                     | -                     |
| 1970      | Mauno Uusivirta        | -                     | -                     |
| 1971      | Tapani Aimo Vuorenhela | Harry Hannus          |                       |
| 1972      | Harry Hannus           | -                     | -                     |
| 1973      | Harry Hannus           | -                     | -                     |
| 1974      | Harry Hannus           | -                     | -                     |
| 1975      | Kari Bertil Puisto     | -                     | -                     |
| 1976      | Kari Bertil Puisto     | -                     | -                     |
| 1977      | Non organizzata        | Non organizzata       | Non organizzata       |
| 1978      | Harry Hannus           | -                     | -                     |
| 1979      | Non organizzata        | Non organizzata       | Non organizzata       |
| 1980      | Patrick Wackström      | -                     | -                     |
| 1981      | Patrick Wackström      | -                     | -                     |
| 1982      | Harry Hannus           | -                     | -                     |
| 1983      | Kari Myyryläinen       | -                     | -                     |
| 1984      | Harry Hannus           | -                     | -                     |
| 1985      | Kari Myyryläinen       | -                     | -                     |
| 1986      | Kari Myyryläinen       | -                     | -                     |
| 1987      | Non organizzata        | Non organizzata       | Non organizzata       |
| 1988      | Jari Juhani Lähde      | -                     | -                     |
| 1989      | Kimmo Karhu            | -                     | -                     |
| 1990–1994 | Non organizzata        | Non organizzata       | Non organizzata       |
| 1995      | Esa Skyttä             | -                     | -                     |
| 1996      | Joona Laukka           | Esa Skyttä            | Kari Myyryläinen      |
| 1997      | Mika Hietanen          | Kjell Carlström       | Marek Salermo         |
| 1998      | Esa Skyttä             | Kjell Carlström       | Mika Hietanen         |
| 1999      | Mika Hietanen          | Jukka Heinikainen     | Christian Selin       |
| 2000      | Kjell Carlström        | Esa Skyttä            | Patrick Hänninen      |
| 2001      | Christian Selin        | Jukka Heinikainen     | Joona Laukka          |
| 2002      | Jukka Heinikainen      | Jussi Veikkanen       | Kjell Carlström       |
| 2003      | Jussi Veikkanen        | Kjell Carlström       | Oscar Stenström       |
| 2004      | Kjell Carlström        | Oscar Stenström       | Jussi Veikkanen       |
| 2005      | Jussi Veikkanen        | Marek Salermo         | Oscar Stenström       |
| 2006      | Jussi Veikkanen        | Mika Nieminen         | Tommi Martikainen     |
| 2007      | Matti Pajari           | Kjell Carlström       | Tero Hämeenaho        |
| 2008      | Jussi Veikkanen        | Kjell Carlström       | Matti Helminen        |
| 2009      | Kjell Carlström        | Matti Helminen        | Matti Pajari          |
| 2010      | Jussi Veikkanen        | Kjell Carlström       | Kimmo Kananen         |
| 2011      | Kjell Carlström        | Paavo Paajanen        | Mikko Paajanen        |
| 2012      | Jarkko Niemi           | Mikko Kejo            | Mika Simola           |
| 2013      | Jussi Veikkanen        | Paavo Paajanen        | Mika Simola           |
| 2014      | Jussi Veikkanen        | Joonas Henttala       | Samuel Pökälä         |
| 2015      | Samuel Pökälä          | Jussi Veikkanen       | Matti Helminen        |
| 2016      | Jesse Kaislavuo        | Petter Mattson        | Tommi Martikainen     |
| 2017      | Matti Manninen         | Jaakko Hänninen       | Sasu Halme            |
| 2018      | Anders Bäckman         | Sauli Pietikäinen     | Lauri Seppä           |
| 2019      | Arto Vainionpää        | Anders Bäckman        | Joni Kanerva          |
| 2020      | Antti-Jussi Juntunen   | Ukko Iisakki Peltonen | Joonas Henttala       |
| 2021      | Joonas Henttala        | Ukko Iisakki Peltonen | Antti-Jussi Juntunen  |
| 2022      | Anders Bäckman         | Riku ÖVermark         | Antti-Jussi Juntunen  |
| 2023      | Antti-Jussi Juntunen   | Oskari Kolehmainen    | Axel Källberg         |
| 2024      | Jaakko Hänninen        | Antti-Jussi Juntunen  | Karl-Nicolas Grönlund |

| Anno      | Vincitore             | Secondo               | Terzo                |
| --------- | --------------------- | --------------------- | -------------------- |
| 1909      | Antti Raita           | -                     | -                    |
| 1910      | Juho Jaakonaho        | -                     | -                    |
| 1911      | Juho Jaakonaho        | -                     | -                    |
| 1912–1913 | Non organizzata       | Non organizzata       | Non organizzata      |
| 1914      | Juho Jaakonaho        | -                     | -                    |
| 1915–1922 | Non organizzata       | Non organizzata       | Non organizzata      |
| 1923      | Raul Hellberg         | -                     | -                    |
| 1924      | Raul Hellberg         | -                     | -                    |
| 1925      | Non organizzata       | Non organizzata       | Non organizzata      |
| 1926      | Raul Hellberg         | -                     | -                    |
| 1927      | Raul Hellberg         | -                     | -                    |
| 1928      | Raul Hellberg         | -                     | -                    |
| 1929      | Raul Hellberg         | -                     | -                    |
| 1930      | Raul Hellberg         | -                     | -                    |
| 1931      | Thor Porko            | -                     | -                    |
| 1932      | Raul Hellberg         | -                     | -                    |
| 1933-1955 | Non organizzata       | Non organizzata       | Non organizzata      |
| 1956      | Paul Nyman            | Juhani Marttinen      | Ole Wackström        |
| 1957      | Ole Wackström         | -                     | -                    |
| 1958      | Ole Wackström         | -                     | -                    |
| 1959      | Non organizzata       | Non organizzata       | Non organizzata      |
| 1960      | Ole Wackström         | -                     | -                    |
| 1961      | Ole Wackström         | -                     | -                    |
| 1962      | Antero Lumme          | -                     | -                    |
| 1963      | Raimo Honkanen        | -                     | -                    |
| 1964      | Antero Lumme          | -                     | -                    |
| 1965      | Ole Wackström         | -                     | -                    |
| 1966      | Raimo Honkanen        | -                     | -                    |
| 1967      | Ole Wackström         | -                     | -                    |
| 1968      | Ole Wackström         | -                     | -                    |
| 1969      | Raimo Suikkanen       | -                     | -                    |
| 1970      | Ole Wackström         | -                     | -                    |
| 1971      | Harry Hannus          | -                     | -                    |
| 1972      | Harry Hannus          | -                     | -                    |
| 1973      | Harry Hannus          | -                     | -                    |
| 1974      | Harry Hannus          | -                     | -                    |
| 1975      | Harry Hannus          | -                     | -                    |
| 1976      | Harry Hannus          | -                     | -                    |
| 1977      | Non organizzata       | Non organizzata       | Non organizzata      |
| 1978      | Harry Hannus          | -                     | -                    |
| 1979      | Harry Hannus          | -                     | -                    |
| 1980      | Harri Juhani Hedgren  | -                     | -                    |
| 1981      | Harry Hannus          | -                     | -                    |
| 1982      | Harry Hannus          | -                     | -                    |
| 1983      | Kari Myyryläinen      | -                     | -                    |
| 1984      | Kari Myyryläinen      | -                     | -                    |
| 1985      | Kari Myyryläinen      | -                     | -                    |
| 1986      | Jyrki Terävuo         | -                     | -                    |
| 1987      | Jyrki Terävuo         | -                     | -                    |
| 1988      | Jyrki Terävuo         | -                     | -                    |
| 1989      | Jari Juhani Lähde     | -                     | -                    |
| 1990      | Vesa Mattila          | -                     | -                    |
| 1991      | Vesa Mattila          | -                     | -                    |
| 1992      | Non organizzata       | Non organizzata       | Non organizzata      |
| 1993      | Kari Myyryläinen      | -                     | -                    |
| 1994      | Miika Hietanen        | -                     | -                    |
| 1995      | Christian Selin       | -                     | -                    |
| 1996      | Joona Laukka          | -                     | -                    |
| 1997      | Miika Hietanen        | Christian Selin       | Janne Varala         |
| 1998      | Miika Hietanen        | Pasi Ahlroos          | Jukka Heinikainen    |
| 1999      | Miika Hietanen        | Joona Laukka          | Jukka Heinikainen    |
| 2000      | Christian Selin       | Jukka Heinikainen     | Joona Laukka         |
| 2001      | Jukka Heinikainen     | Joona Laukka          | Matti Helminen       |
| 2002      | Jukka Heinikainen     | Jussi Veikkanen       | Matti Helminen       |
| 2003      | Matti Helminen        | Jukka Heinikainen     | Kjell Carlström      |
| 2004      | Jukka Vastaranta      | Kimmo Kananen         | Jussi Veikkanen      |
| 2005      | Tommi Martikainen     | Jarmo Rissanen        | Matti Helminen       |
| 2006      | Matti Helminen        | Jarmo Rissanen        | Jussi Veikkanen      |
| 2007      | Matti Helminen        | Jarmo Rissanen        | Pasi Ahlroos         |
| 2008      | Matti Helminen        | Jussi Veikkanen       | Jarmo Rissanen       |
| 2009      | Jarmo Rissanen        | Matti Helminen        | Marko Leppämäki      |
| 2010      | Matti Helminen        | Jarmo Rissanen        | Rainer Aaltonen      |
| 2011      | Aki Turunen           | Matti Helminen        | Tommi Martikainen    |
| 2012      | Matti Helminen        | Jarmo Rissanen        | Tommi Martikainen    |
| 2013      | Samuel Pökälä         | Aki Turunen           | Jarmo Rissanen       |
| 2014      | Samuel Pökälä         | Juho Saarinen         | Samuel Halme         |
| 2015      | Samuel Pökälä         | Matti Helminen        | Jussi Veikkanen      |
| 2016      | Samuel Pökälä         | Tommi Martikainen     | Sasu Halme           |
| 2017      | Sasu Halme            | Matti Manninen        | Samuel Pökälä        |
| 2018      | Johan Nordlund        | Tommi Martikainen     | Trond Larsen         |
| 2019      | Ukko Iisakki Peltonen | Matti Helminen        | Oskari Vainionpää    |
| 2020      | Ukko Iisakki Peltonen | Matti Hietajärvi      | Antti-Jussi Juntunen |
| 2021      | Matti Hietajärvi      | Ukko Iisakki Peltonen | Markus Auvinen       |
| 2022      | Markus Knaapi         | Riku ÖVermark         | Markus Auvinen       |
| 2023      | Vladyslav Makogon     | Riku ÖVermark         | Trond Larsen         |
| 2024      | Trond Larsen          | Axel Källberg         | Vladyslav Makogon    |
| 2025      | Trond Larsen          | Mikhail Utkin         | Sampo Malinen        |

### Titoli femminili
| Anno | Vincitore           | Secondo             | Terzo               |
| ---- | ------------------- | ------------------- | ------------------- |
| 1997 | Pia Sundstedt       | Sanna Lehtimaki     | -                   |
| 1998 | Sanna Lehtimäki     | Tuija Kinnunen      | Sari Saarelainen    |
| 1999 | Sanna Lehtimäki     | Maaria Siren        | Sirpa Ahlroos-Kouko |
| 2000 | Sirpa Ahlroos-Kouko | Maaria Siren        | Teija Alaviiri      |
| 2001 | Pia Sundstedt       | Sirpa Ahlroos-Kouko | Tiina Nieminen      |
| 2002 | Pia Sundstedt       | Mirella Harju       | Liris Karhu         |
| 2003 | Maaria Siren        | Mirella Harju       | Maija Laurila       |
| 2004 | Non organizzata     | Non organizzata     | Non organizzata     |
| 2005 | Pia Sundstedt       | Tiina Nieminen      | Liris Karhu         |
| 2006 | Maija Rossi         | Carina Ketonen      | Ann-Mary Ahtava     |
| 2007 | Tiina Nieminen      | Paula Suominen      | Elisa Arvo          |
| 2008 | Mirella Harju       | Lotta Lepistö       | Paula Suominen      |
| 2009 | Carina Ketonen      | Merja Kiviranta     | Ann-Mary Ahtava     |
| 2010 | Carina Ketonen      | Sari Saarelainen    | Anna Lindström      |
| 2011 | Pia Sundstedt       | Riikka Pynnönen     | Mirella Harju       |
| 2012 | Lotta Lepistö       | Rosa Törmänen       | Maija Rossi         |
| 2013 | Lotta Lepistö       | Riikka Pynnönen     | Anna Lindström      |
| 2014 | Lotta Lepistö       | Sari Saarelainen    | Laura Vainionpää    |
| 2015 | Lotta Lepistö       | Laura Vainionpää    | Pia Pensaari        |
| 2016 | Lotta Lepistö       | Laura Vainionpää    | Sari Saarelainen    |
| 2017 | Lotta Lepistö       | Minna-Maria Kangas  | Sari Saarelainen    |
| 2018 | Lotta Lepistö       | Eeva Sarlin         | Pia Pensaari        |
| 2019 | Pia Pensaari        | Minna-Maria Kangas  | Eva Lehtinen        |
| 2020 | Minna-Maria Kangas  | Hanna Joronen       | Ida Sten            |
| 2021 | Antonia Gröndahl    | Minna-Maria Kangas  | Meri Helmi          |
| 2022 | Anniina Ahtosalo    | Laura Vainionpää    | Antonia Gröndahl    |
| 2023 | Anniina Ahtosalo    | Lotta Henttala      | Antonia Gröndahl    |
| 2024 | Anniina Ahtosalo    | Wilma Aintila       | Ursula Lindén       |
| 2025 | Anniina Ahtosalo    | Heidi Antikainen    | Maija Pentsinen     |

| Anno | Vincitore          | Secondo               | Terzo                 |
| ---- | ------------------ | --------------------- | --------------------- |
| 1997 | Pia Sundstedt      | Sanna Lehtimäki       | -                     |
| 1998 | Sanna Lehtimäki    | Tuija Kinnunen        | Tarja-Leena Lehtimäki |
| 1999 | Sanna Lehtimäki    | Tarja-Leena Lehtimäki | Sirpa Ahlroos-Kouko   |
| 2000 | Non organizzata    | Non organizzata       | Non organizzata       |
| 2001 | Sari Saarelainen   | Kristina Iisakkila    | Teija Alaviiri        |
| 2002 | Kristina Iisakkila | Sari Saarelainen      | Tarja-Leena Lehtimäki |
| 2003 | Tiina Nieminen     | Kristiina Iisakkila   | Sari Saarelainen      |
| 2004 | Non organizzata    | Non organizzata       | Non organizzata       |
| 2005 | Tiina Nieminen     | Paula Suominen        | -                     |
| 2006 | Paula Suominen     | Leena Haavisto        | Anne Rautio           |
| 2007 | Tiina Nieminen     | Paula Suominen        | Leena Haavisto        |
| 2008 | Anne Rautio        | Lotta Lepistö         | Heljä Korhonen        |
| 2009 | Heljä Korhonen     | Lotta Lepistö         | Merje Kiviranta       |
| 2010 | Anna Lindström     | Heljä Korhonen        | Merje Kiviranta       |
| 2011 | Pia Sundstedt      | Heljä Korhonen        | Merje Kiviranta       |
| 2012 | Anne Palm          | Venla Koivula         | Merje Kiviranta       |
| 2013 | Sari Saarelainen   | Lotta Lepistö         | Emma Sten             |
| 2014 | Lotta Lepistö      | Merja Särkioja        | Laura Vainionpää      |
| 2015 | Lotta Lepistö      | Merja Särkioja        | Sari Saarelainen      |
| 2016 | Lotta Lepistö      | Sari Saarelainen      | Antonia Gröndahl      |
| 2017 | Lotta Lepistö      | Sari Saarelainen      | Laura Vainionpää      |
| 2018 | Lotta Lepistö      | Antonia Gröndahl      | Sari Saarelainen      |
| 2019 | Minna-Maria Kangas | Sari Saarelainen      | Tiina Pohjalainen     |
| 2020 | Minna-Maria Kangas | Minna Koistinen       | Aino Luoma            |
| 2021 | Tiina Pohjalainen  | Minna-Maria Kangas    | Maisa Tuliniemi       |
| 2022 | Anniina Ahtosalo   | Tiina Pohjalainen     | Minna Koistinen       |
| 2023 | Anniina Ahtosalo   | Lotta Henttala        | Minna Koistinen       |
| 2024 | Anniina Ahtosalo   | Essi Pelto-Arvo       | Ruska Saarela         |
| 2025 | Anniina Ahtosalo   | Hukka Minttu          | Ruska Saarela         |